# М’Буа, Кристоф
Кристоф М'Буа (фр. Christophe M'boua; 7 апреля 1942, Адда, Французская Западная Африка — 20 октября 2013, Париж, Франция) — ивуарийский государственный деятель, министр иностранных дел Кот-д'Ивуара (2000).

## Биография
Магистр международного права, получил кандидатскую степень в Институте международных исследований Женевского университета. 
Являлся советником посольств Кот-д'Ивуара в Оттаве, Тунисе, Москве, Париже.
- 1997—2000 гг. — глава комитета по координации политики сотрудничества генерального секретариата министерства иностранных дел,
- 2000 г. — министр иностранных дел Кот-д’Ивуара.